# Еврейские погромы во время чумы

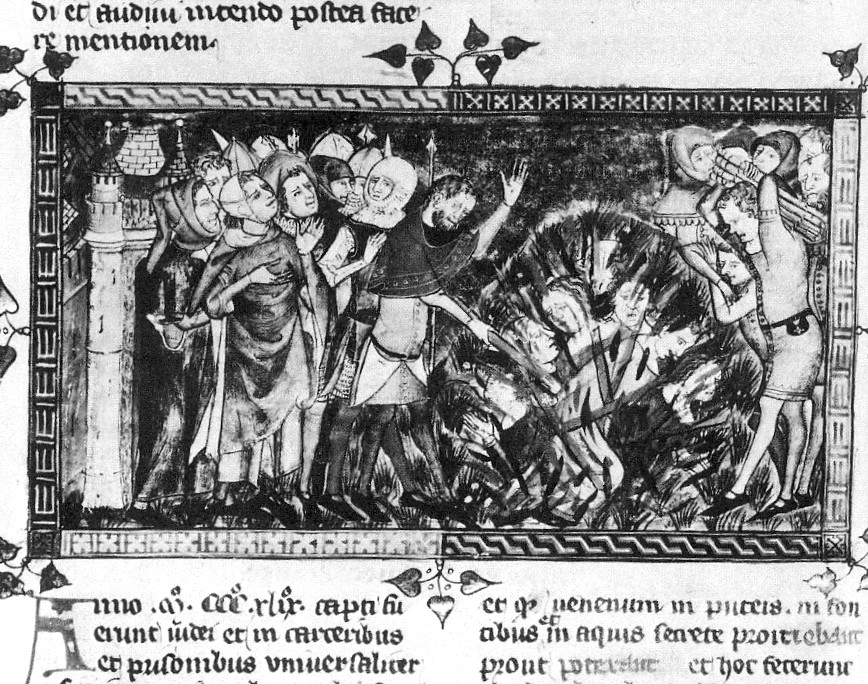
Изображение еврейского погрома 1349 г. во фламандской хронике Antiquitates Flandriae (Bibliothèque Royale Albert Ier, Brüssel, ms. 13076/77)

Еврейские погромы во время чумы — погромы евреев, происходившие в государствах и странах Средневековой Европы, в период между 1348 и 1351 годами, во время катастрофической пандемии чумы, получившей название Чёрная смерть.
В отличие от других погромов, поводом для них служило обвинение евреев в распространении чумы.

## Предпосылки
Отношения между христианами и евреями в Средние века всегда отличались большой напряжённостью, часто приводившей к насилию. К традиционным обвинениям против евреев, таких как осквернение гостии или совершение ритуальных убийств, в 1349 году добавилось обвинение в распространении чумы, ставшее причиной череды кровавых погромов по всей Европе. На фоне резкого ухудшения климата, приведшего к неурожаям и повсеместному голоду в начале XIV века, народный ужас перед беспощадной болезнью, выкашивающей целые города, реализовался в преследовании евреев. Подозрения в причастности к эпидемии падали на евреев ещё и потому, что они страдали от чумы заметно меньше, чем христиане. Возможно, свою роль сыграли замкнутый образ жизни еврейских общин и предписания иудаизма относительно личной гигиены. Также существует мнение, что причина относительно малой смертности евреев от Чёрной смерти состоит в том, что наиболее уязвимы для чумной палочки люди с группой крови 0(I), наиболее распространённой среди европейцев той эпохи, в то время как среди евреев мало людей с такой группой крови.
Ещё до начала эпидемии чумы евреев часто обвиняли в отравлении источников и распространении проказы. Ходили упорные слухи о сговоре между евреями и мусульманами с целью истребления всех христиан посредством смертельных болезней. Бытовало так же мнение, что чума послана христианам в наказание за их прошлую терпимость к евреям.
У современных  исследователей нет единого мнения относительно той роли, которую играло в данном вопросе религиозное движение флагеллантов, и действительно ли они были зачинщиками погромов. Ситуация в разных городах отличалась очень существенно и поэтому невозможно считать флагеллантов единственной причиной погромов.

## Распространение
Первые погромы начались в апреле 1348 года в Тулоне, где были убиты 40 евреев, затем погромы произошли в Барселоне. 21 сентября евреи были изгнаны из Цюриха. 9 января 1349 года 600 евреев сожгли в Базеле. Погромы распространились на Аугсбург, Зальцбург, Мюнхен и Фрайбург. 22 января антисемитизм захлестнул Шпайер. 14 февраля, на День святого Валентина, в Страсбурге, по свидетельству местного хрониста Якоба Твингера фон Кёнигсхофена, заживо сожгли 900 евреев. В марте погромы распространились на Эрфурт.

## Действующие лица
Главными действующими лицами были горожане и ремесленники. Духовенство не принимало участия в погромах. Местные правители, которые должны были обеспечивать безопасность евреев, предпочитали оставаться в стороне.
Папа Климент VI запретил предавать евреев смерти без суда. Он аргументировал свой запрет тем, что евреи тоже страдают от чумы, и, кроме того, существовали поражённые чумой города, где не было никаких евреев. Однако вмешательство Папы оказало воздействие только на Авиньон. Фактически, его запрет привёл лишь к тому, что в других городах стали судить еврейские общины целиком. Пытками было выбито много нужных показаний.
Однако были и исключения. В Австрии герцог Альбрехт II смог предотвратить погромы. Пфальцграф Рупрехт I предоставил убежище евреям из Шпаера и Вормса. За Пиренеями король Арагона Педро IV спас евреев от больших погромов. Так же было и в Польше при Казимире III.

## Последствия
Многие погромы переросли впоследствии в спонтанные народные восстания. Например, в Кёльне виновные в еврейских погромах пытались распространить погромы на всех чужаков и нищих. Имущество изгнанных евреев перешло в собственность города в счёт уплаты налогов, которые должны были платить евреи.
Спустя некоторое время во многих городах еврейские общины были восстановлены.